# Elohim

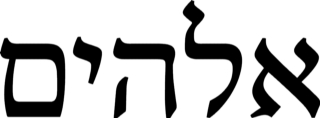
Elohim in ebraico

 Ĕlōhīm (in ebraico אֱלוֹהִים ,אלהים‎?) è il nome in ebraico biblico attribuito alla divinità e un titolo del Dio di Israele nell'Antico Testamento, seppure il termine sia grammaticalmente un termine plurale.
Nella tradizione cristiana è spesso tradotto con "Dio" e se riferito a Yahweh è inteso come il Dio unico di Israele. Viene utilizzato il termine al plurale per riferirsi ad una entità singola per vari motivi, il principale è quello di esaltare la grandezza di Dio. La Chiesa interpreta questo concetto, riportato nella Bibbia, per indicare "Dio e gli angeli". L'uso alternativo di questo nome e del nome Yahweh nel Pentateuco ha consentito alla "teoria delle quattro fonti" di isolare due correlati, detti "fonte elohista" e "fonte yahwista", dei quali è dedotta la combinazione nella composizione dei cinque libri.
Con il significato di "dio, divinità", il nome è attribuito anche ad altre divinità individuali, ad esempio Astarte, Moloch, Chemosh e Kos, dèi nazionali rispettivamente dei Sidoni, degli Ammoniti, dei Moabiti e degli Edomiti. Anche il Sinedrio, Mosè e Davide vengono chiamati "elohim", in questo caso con il significato di "legislatore".
Al termine sono poi attribuiti vari altri significati nei seguenti passi: Salmi 8:6; 97:7; 138:1, 1 Samuele 28:13, Esodo 4:16; 7:1 e nel frammento 11Q13 dei Rotoli di Qumran.

## Etimologia
Gli studiosi non sono concordi sull'etimologia di questo termine ripetuto quasi 2600 volte nella Bibbia. Il Dictionary of Deities and Demons in the Bible (Dizionario delle divinità e demoni nella Bibbia) definisce "elohim" quale plurale di eloah, forma estesa del nome comune semitico "'il" (ʾēl). Contiene l'aggiunta di una heh come terza radicale (triconsonantica) della radice biconsonantica. I dibattiti sull'etimologia di elohim si basano essenzialmente su questa espansione. Una possibile parola imparentata, al di fuori dell'ebraico, si trova nell'ugaritico ʾlhm, nell'aramaico biblico ʼĔlāhā e successivamente nel siriaco Alaha "Dio", in arabo ʾilāh "dio, deità" (o Allah come "Il Dio [unico]").
"El" (la base della radice estesa ʾlh) deriva usualmente da una radice che significa "essere forte" e/o "stare davanti".

## Religione cananea
La parola el (singolare) è un termine standard per "dio" in altre lingue semitiche correlate, tra cui la lingua ugaritica.
Nel ciclo ugaritico di Baal si legge dei "settanta figli di Asherah". Ciascun "figlio di dio" si riteneva fosse la divinità originatrice di un popolo particolare (Keilschrift Texte aus Ugarit 2 1.4.VI.46). Un collegamento a questo mito si ritrova in Genesi, in cui si descrivono i "figli di Dio" che giacciono con le "figlie degli uomini" (Genesi 6:1-4).

## Elohista

Diagramma dell'Ipotesi documentale o "teoria delle quattro fonti".
'J': tradizione jahvista
'E': tradizione Elohista
'D': tradizione Deuteronomista
'P': tradizione Codice Sacerdotale
'R': "Redattore" che ha compilato le fonti
- include la maggior parte del Levitico
† include la maggior parte del Deuteronomio
‡ "Deuteronomic History (Storia deuteronomica)": Giosuè, Giudici, Samuele 1&2, Re 1&2

Elohim ricorre frequentemente in tutti i testi tramandati della Torah. In alcuni casi (per esempio, Esodo 3:4: "...Elohim lo chiamò di mezzo al roveto e disse..."), ha funzione di nome singolare nella grammatica ebraica e generalmente si considera che denoti il Dio unico di Israele. In altri casi, elohim funziona come plurale comune della parola elohah e si riferisce alla nozione politeistica di divinità multiple (per esempio Esodo 20:3: "Non avrai altri dèi di fronte a me.").
La scelta della parola o parole per indicare Dio varia nella Bibbia ebraica (Tanakh). Secondo l'ipotesi documentale queste variazioni sono la prova di diversi testi di partenza: elohim è usato come nome di Dio nella fonte Elohista (E) e nella fonte Sacerdotale (P), mentre Yahweh è usato nella tradizione jahvista (J). La critica delle forme asserisce che la differenza dei nomi potrebbe essere il risultato di origini geografiche; le fonti P ed E potrebbero provenire dal nord e J dal sud. Ci potrebbe inoltre essere un punto teologico, affermato dalle fonti Elohista e Sacerdotale, che Dio non ha rivelato il suo nome, Yahweh, a nessuno prima del tempo di Mosè, sebbene alcuni studiosi affermino che la fonte Jahvista fosse a conoscenza dei libri profetici sin dai secoli VII e VIII a.E.V..
Mentre la fonte Jahvista presenta un Dio antropomorfo che poteva camminare nel Giardino dell'Eden in cerca di Adamo ed Eva, la fonte Elohista rende Elohim più distante e coinvolge frequentemente gli angeli. Ad esempio, è la versione Elohista del racconto della Scala di Giacobbe che presenta una scala di angeli con Elohim in alto, mentre nel racconto Jahvista è solo un sogno in cui Yahweh è semplicemente al di sopra del luogo, senza scala o angeli. Allo stesso modo, il racconto elohista descrive Giacobbe veramente in lotta con Dio (Genesi 32:28)
L'ipotesi documentale classica sviluppata nel XIX secolo presupponeva che le porzioni elohiste della Torah fossero state composte nel IX secolo a.E.V. (cioè durante il primo periodo del Regno di Giuda). Questo è ben lungi dall'essere universalmente accettato oggi, in quanto vi è prova di una successiva "redazione elohista" (giudaismo postesilico) durante il V secolo a.E.V., il che rende difficile determinare se un dato brano sia "elohista" in origine, o solo a seguito di una tarda redazione.

## Bibbia ebraica
La parola elohim ricorre più di 2.500 volte nella Bibbia ebraica, con significati che vanno da "dio" in senso generale (come in Esodo 12:12, dove descrive "gli dèi d'Egitto"), ad un dio specifico (per esempio in 1 Re 11:33, dove descrive Camos "dio dei Moabiti", o ai frequenti riferimenti a Yahweh quale "elohim" di Israele), a demoni, serafini e altri esseri soprannaturali, agli spiriti dei morti fatti evocare da Re Saul in 1 Samuele 28:13 e persino a re e profeti (per es. Esodo 4:16). La frase bene elohim, usualmente tradotta "figli degli dèi", ha un parallelo esatto nei testi ugaritici e fenici per riferirsi al concilio degli dèi.
Elohim occupa il settimo rango su dieci, nella famosa gerarchia angelica ebraica del rinomato rabbino e filosofo medievale Maimonide. Maimonide afferma: "Devo premettere che ogni ebreo [ora] sa che il termine elohim è un omonimo e denota Dio, gli angeli, i giudici e i sovrani delle nazioni..."

## Grammatica– singolare o plurale
Letteralmente è il plurale di El (ebraico אל, greco Ἔλ) o Eli, in accadico Ilu 𒀭 (sumero An) con il suffisso ebraico -im che indica un plurale maschile, che significa individuo che sta sopra quindi linguisticamente significa individui superiori. Tuttavia con elohim la costruzione è grammaticalmente al singolare, (cioè regge un verbo o aggettivo singolari) quando si riferisce al Dio ebraico, ma grammaticalmente al plurale (cioè reggendo un verbo o aggettivo plurali) quando usato per divinità pagane (Salmi 96:5; Salmi 97:7). Il fenomeno è definito "plurale astratto concretizzato".. Da notare che anche gli esseri umani possono avere nomi che finiscono al plurale, come Efraim, figlio di Giuseppe.

### Il nome plurale
L'interpretazione per cui il nome sarebbe plurale lo collega per alcuni studiosi al nome singolare El, che presso i pastori proto-semiti indicava l'Ente Supremo che è nei cieli e si rendeva con desinenza nelle forme Elum o Ilum. Altre teorie vogliono invece il termine come forma plurale di Elohah (אלוה), oppure di alah (timore).
L'idea di pluralità del nome di Dio ha prodotto interrogativi circa una eventuale ipotesi di senso politeista, ma quando è usato con significato di Dio il nome è preceduto da articolo e guarnito di verbi e aggettivi singolari; in ogni caso agli Ebrei fu vietato l'uso di questo nome, ad evitare rischi di contaminazioni con il politeismo degli Dei romani.
Quando usato con verbi e aggettivi al plurale elohim è usualmente plurale, "dèi" o "potenze". Generalmente si pensa che elohim sia una forma derivata da eloah, a sua volta una forma espansa del sostantivo semitico il (in ebraico: אֵל, ʾēl). Con verbi al plurale la parola è anche usata come vero plurale nel significato di "dèi", per esempio quelli egizi in Esodo 12:2. Fanno eccezione alcuni passi della Genesi, dell'Esodo, di Samuele e dei Salmi in cui elohim viene generalmente tradotto con Dio nonostante sia seguito da un verbo coniugato al plurale. I nomi correlati elohah (in ebraico: אלוה) e el (in ebraico: אֵל) sono usati sia come nomi propri che come generici, nel qual caso sono intercambiabili con elohim. In altri passi elohim viene tradizionalmente tradotto con angeli (Salmi 8:6; 97:7; 138:1 e, con riferimento allo spettro di Samuele, in Samuele 28:13), nonostante tale significato non sia filologicamente fondato. In Esodo elohim viene anche attribuito come titolo vicariale a Mosè (4:16; 7:1)
Lo studioso statunitense Mark S. Smith afferma che la nozione di divinità subì cambiamenti radicali lungo tutto il periodo della prima identità israelita: re-interpretazione degli dèi del primo periodo storicamente registrato come il primo "dio nazionale" della monolatria, come emerso nel VII e VI secolo a.E.V. nel Regno di Giuda e durante la cattività babilonese, e in seguito in termini di monoteismo con l'apparire dell'Ebraismo rabbinico nel II secolo d.C. Una versione differente è stata data dallo storico Morton Smith. Nonostante la fine in -im comune a molti nomi plurali maschili ebraici, la parola quando riferita al Nome di Dio è grammaticalmente singolare e regge il verbo al singolare nella Bibbia ebraica (Tanakh).
Il termine è affine alla forma ´-l-h-m trovata nell'ugaritico, dove viene utilizzata per indicare i re morti e divinizzati. L'uso del termine elohim nel tardo testo ebraico implica una visione che sia almeno monolatrista al momento della scrittura e tale uso (al singolare), come titolo proprio della divinità suprema, non è generalmente considerato sinonimo del termine elohim, "dèi" (plurale, sostantivo semplice). La grammatica ebraica consente questa forma nominalmente plurale a significare "Egli è la potenza (singolare) sopra le potenze (plurale)", o grossomodo "Dio degli dèi". Il rinomato studioso rabbinico Maimonide scrisse che i vari altri usi sono comunemente intesi come omonimi. La forma plurale terminante in -im può essere intesa anche come astrazione, vedi la parola ebraica chayyim ("vita") o betulim ("verginità"). Se inteso in questo modo, elohim significa "divinità" o "deità".
Studiando la lingua ebraica ci si trova presto di fronte a dei plurali particolari, sui quali le grammatiche elementari dicono poco.
Dice in proposito il Gesenius-Kautzsch-Cowley al paragrafo §124 (pagina 396) che l'uso del plurale mette innanzitutto l'accento su ciò che gli enti così designati hanno o sono in comune, e non sulla loro numerosità.
Questo spiega perché, ad esempio, accada che il singolare designi il sostantivo concreto, ed il plurale la categoria astratta.
Elohim, uno dei nomi di Dio, è considerato uno di questi casi.
Infatti, quando la parola si riferisce al Dio d'Israele, è il più delle volte concordata con aggettivi al singolare (es.: Elohim tzaddiq, il Dio giusto, Salmo 7:10); non mancano le eccezioni, che il Gesenius ritiene comunque spiegabili.
Elohim quindi non significherebbe dunque semplicemente "Dio" o "Dei", ma "Divinita'", un po' come l'inglese God head e il latino Numen.
Allo stesso modo si può considerare Adonay quando sostituisce il "Nome Ineffabile": grammaticalmente è un plurale, ma il senso è singolare: "Mia Signoria". Il plurale non indica solo astrazione, ma anche estensione o durata.
Questo spiega, per il Gesenius, perché mai sostantivi che indicano grandi superfici, come shamayim (cielo) e mayim (acqua), in ebraico siano al plurale. In realtà la desinenza "im" non designa unicamente il genere plurale maschile, difatti, la capitale di Israele è traslitterata come Yerushalayim in quanto pluralis excellentiae – simile al plurale maiestatico – usato per enfatizzare l'importanza del termine.
Ma anche superfici più piccole meritano questo trattamento: panim (viso), tzawarim (nuca), achorim (schiena), sono plurali in ebraico.
Un incrocio tra astrazione ed estensione si ha nei plurali, ma'amaqqim (profondità), e merchaqqim (distanza); ma il caso più interessante è quando dallo spazio si passa al tempo:
'Olamim (Eternità) è per il Gesenius un plurale di durata.
Elohim è quindi, secondo la teoria ad oggi più diffusa, un plurale accrescitivo che, in ebraico, indica la massima espressione di un concetto. Elohim pertanto non indicherebbe una pluralità di dei ma il Dio per eccellenza.
Per di più una spiegazione ebraico-ortodossa è questa: ad ogni divino Nome corrisponde un diverso attributo divino. In linea generale, al Tetragramma corrisponde l'attributo della Misericordia, mentre ad Elohim corrisponde l'attributo della Giustizia. L'alternanza dei diversi nomi corrisponderebbe all'alternarsi dell'attributo divino che prevale in quel momento.
In alcuni rari casi il Tetragramma si deve pronunciare proprio Elohim.
Gli ebrei ortodossi spiegano questo dicendo che in quei brani biblici ambo gli attributi divini erano emersi; i non-ortodossi invece hanno notato che questo accade sempre e solo quando il Tetragramma s'accompagna alla parola adonay (Signor mio) e ritengono: "È un semplice artificio per evitare la cacofonia".
Il nome viene definito un plurale di astrazione ovvero di intensità, una definizione più corretta è quella del Burnett: plurale astratto concretizzato. Questo particolare plurale con senso singolare si riscontra anche per altri termini. Nella letteratura extrabiblica abbiamo casi paralleli dell'uso al plurale dell'accadico ilanu con significato singolare. Tale uso viene confermato dalle lettere di Tell-el-Amarnah, dove il faraone è designato come ilani-ia (lett. «miei dei»).
In alcuni passi dell'Antico Testamento è presente la forma plurale (anche come pronome), ad esempio:
(Genesi 1,26; 3,22)

### "Elohim" con verbi al plurale
Il nome elohim è usato con un verbo plurale in 1 Samuele 28:13. La Strega di Endor, negromante, evoca lo spirito di Samuele e dice a Saul di aver visto "essere divino" (elohim) salire (olim עֹלִים, verbo plurale) dalla terra.
In Genesi 20:13 Abramo, davanti al re filisteo politeista Abimelech, dice che "gli dèi (elohim) mi hanno fatto (verbo plurale) errare lungi dalla casa di mio padre". La Septuaginta (LXX) greca e la maggior parte delle versioni italiane lo traducono "Dio mi ha fatto/fece", forse per evitare l'insinuazione di Abramo che si rimetta alle credenze politeiste di Abimelech.

### Dio d'Israele, con verbo singolare
Nella Bibbia ebraica elohim, quando significa Dio d'Israele, è di solito grammaticalmente al singolare. In Genesi 1:26 abbiamo un connubio di entrambe le forme(singolare prima e plurale poi): "E Dio disse: 'Facciamo (plurale) l'uomo a nostra immagine, a nostra somiglianza'." L'orientalista Wilhelm Gesenius (1786–1842) e altri grammatici ebraisti tradizionalmente lo descrivono come pluralis excellentiae (plurale d'eccellenza), che è simile al pluralis majestatis (plurale maiestatico, o il "Noi reale"). Altro esempio di pluralis excellentiae quale usanza ebraica di esprimere la grandezza di qualcosa pluralizzandone il nome è la bestia Behemoth (בהמות), derivato dalla forma plurale dell'ebraico בהמה (bəhēmāh - animale).
Gesenius commenta che Elohim singolare deve essere distinto da elohim (dèi) al plurale e asserisce che:
(Wilhelm Gesenius, Hebrew Grammar)
Esistono alcune eccezioni alla regola che elohim venga accordato al singolare quando ci si riferisce al Dio d'Israele, tra cui Genesi 20:13; 35:7; 2 Samuele 7:23 e Salmi 58:11 e in particolare l'epiteto del "Dio vivente" (Deuteronomio 5:26 ecc.), che è costruito con l'aggettivo al plurale, elohim hayiym in ebraico אלהים חיים‎?, ma regge comunque verbi al singolare. Nelle traduzioni della Septuaginta (LXX) e del Nuovo Testamento elohim viene dato al singolare con il greco ὁ θεὸς anche in questi casi e le traduzioni moderne seguono l'esempio nel dare "Dio" al singolare. Il Pentateuco samaritano ha omesso alcune di queste eccezioni.

### Angeli e giudici
Nel cristianesimo, dopo che papa Gregorio II ebbe ridotto a nove gli ordini gerarchici che gli ebrei enumeravano a dieci, gli Elohim saranno conosciuti anche come il coro angelico delle Potestà. In alcuni passi della Septuaginta (LXX), del resto, l'ebraico elohim col verbo plurale, o in contesto plurale implicito, veniva reso con angeloi ("angeli") o pros to kriterion tou Theou ("davanti al giudizio di Dio"). Questi passi vennero poi messi prima in latino nel Vulgata, poi in italiano con "angeli" e "giudici" rispettivamente. Da qui il risultato che per esempio fa mettere a James Strong (nella sua Concordanza) "angeli" e "giudici" quali possibili significati di elohim con verbo al plurale; lo stesso vale per molte altre opere di riferimento dei secoli XVII-XX. Sia il Dizionario Ebraico di Gesenius che quello di Brown-Driver-Briggs elencano sia angeli che giudici come possibili significati alternativi di elohim con verbi e aggettivi plurali. Tuttavia il semitista Cyrus Gordon poté dimostrare che il significato "giudice" è inesistente in ebraico biblico.
L'affidabilità della traduzione dei Settanta in questa materia è stata contestata da Gesenius e dal teologo tedesco Ernst Wilhelm Hengstenberg (1802–1869). Nel caso di Gesenius, egli elenca il significato senza esserne d'accordo. Hengstenberg affermava che il testo del Tanakh non usa mai elohim per riferirsi ad "angeli", ma che i traduttori della Septuaginta rifiutano i riferimenti a "dèi" nei versetti e li modificano in "angeli."
Il Nuovo Testamento greco (NT) cita Salmi8:4-6 Salmi8:4-6 in Ebrei Ebrei 2:6b-8a, dove il NT greco presenta "ἀγγέλους" (angelous) in v. 7, citando Salmi 8:5 (8:6 nei LXX), che presenta "ἀγγέλους" anche in una versione del Septuaginta greco. Nella versione italiana, elohim è tradotto con "angeli" solo nel Salmo 8:5-6
La versione (EN)  di Re Giacomo (KJV) e saltuariamente le versioni italiane traducono elohim con "giudici" in Esodo 21:6 (in (IT)  come alternativa a "Dio" in nota) e due volte in Esodo 22:9 (in (IT)  nelle note in alcune edizioni).

### Letture ambigue
A volte, quando elohim appare come referente o complemento oggetto (cioè, non come soggettivo) di una frase e senza alcun accompagnamento di verbo o aggettivo per indicare pluralità, può essere grammaticalmente non chiaro se si intenda dèi plurale o Dio al singolare. Un esempio è il Salmo 8:5 dove "Eppure l'hai fatto poco meno d[egl]i elohim" è ambiguo sul fatto se si intenda "inferiore rispetto agli dèi" o "inferiore a Dio". La Septuaginta lo legge come "dèi" e poi "corregge" la traduzione in "angeli", lettura che è ripresa dal Nuovo Testamento in Ebrei 2:9: "Però quel Gesù, che fu fatto di poco inferiore agli angeli, lo vediamo ora coronato di gloria e di onore a causa della morte che ha sofferto, perché per la grazia di Dio egli provasse la morte a vantaggio di tutti."

### Altri plurali-singolari nell'ebraico biblico
La lingua ebraica ha diversi nomi che terminano in -im (plurale maschile) e -oth (plurale femminile) che tuttavia reggono verbi, aggettivi e pronomi al singolare. Per esempio Ba'alim "proprietario/possessore": "Egli è signore (singolare) anche su qualunque di quelle cose che egli possiede, che sono signorili (plurale)."

### La Scala di Giacobbe e gli "dèi furono rivelati" (plurale)
Nei versetti seguenti elohim è stato tradotto con Dio al singolare (per es., anche in inglese su KJV), sebbene fosse accompagnato da verbi al plurale ed altri termini grammaticali plurali:
Qui il verbo ebraico "rivelato" è plurale, quindi: "gli-dèi furono rivelati". Una nota della Bibbia NET (EN)  ammonisce che la Versione Autorizzata traduce erroneamente: "Dio gli apparve". Questa è una di quelle volte in cui la Bibbia usa verbi plurali col nome elohim.

### Il Concilio Divino di Elohim
Salmi 82:1 Dio si alza nell'assemblea divina, giudica in mezzo agli dèi.

Salmi 82:6 Io ho detto: "Voi siete dèi, siete tutti figli dell'Altissimo".

Salmi 82:7 Eppure morirete come ogni uomo, cadrete come tutti i potenti. 
Marti Steussy nel suo Chalice Introduction to the Old Testament annota: “Il primo versetto di Salmi 82: 'Dio si alza nel concilio divino'. Qui elohim ha un verbo al singolare e chiaramente si riferisce a Dio. Ma nel versetto 6 del Salmo, Dio dice agli altri membri del concilio, ‘Voi (plurale) siete elohim.' Qui elohim deve necessariamente significare dèi.”
Lo studioso biblico statunitense Mark Smith, riferendosi allo stesso salmo, nel suo God in Translation afferma: “Questo salmo presenta una scena di dèi che si riuniscono in un concilio divino... Elohim sta nel concilio di El. Tra gli elohim Egli pronuncia il Suo giudizio:...”
In Hulsean Lectures, H. M. Stephenson esamina l'argomentazione di Gesù in Giovanni 10:34-36 sul Salmo 82. (In risposta all'accusa di blasfemia Gesù rispose:) "Non è forse scritto nella vostra Legge: Io ho detto: voi siete dèi? Ora, se essa ha chiamato dèi coloro ai quali fu rivolta la parola di Dio (e la Scrittura non può essere annullata), a colui che il Padre ha consacrato e mandato nel mondo, voi dite: Tu bestemmi, perché ho detto: Sono Figlio di Dio?" – "Allora qual è la forza di questa citazione 'Io ho detto: voi siete dèi'? È dal salmo di Asaf che inizia 'Elohim si alza nell'assemblea divina. Giudica in mezzo agli elohim.'"

## Figli di Dio
La parola ebraica corrispondente a figlio è ben; il plurale è benim (con la forma di status constructus "benei"). Il termine ebraico benei elohim ("figli di Dio" o "figli degli dèi") in Genesi 6:2 si confronta con l'uso di "figli degli dèi" (ugaritico b'n il) figli di El nella mitologia ugaritica. Lo storico olandese Karel van der Toorn asserisce che gli dèi possono essere citati collettivamente come bene elim, bene elyon, o bene elohim.
Nella tradizione ebraica, il versetto della Torah che fu il grido di battaglia dei Maccabei (in ebraico מקבים‎?Machabi, מקבים), "Mi chamocha ba'elim YHWH" ("Chi è come te fra gli dèi, Yahweh!"), è un acronimo di "Machabi" e anche un acronimo di "Matityahu Kohen ben Yochanan". Il versetto correlato della Torah, La canzone del Mare di Mosè e dei Figli di Israele, fa riferimento a elim, ma più con una nozione mondana di forze naturali, di potenza, di guerra e poteri sovrani.

## Movimenti religiosi
Per la Chiesa di Gesù Cristo dei santi degli ultimi giorni, corrente maggioritaria dei mormoni, Elohim è Dio Padre: Elohim non è Gesù Cristo o il Signore, ma letteralmente il padre del Messia.
Secondo il nuovo movimento religioso di matrice ufologica noto come movimento raeliano, fondato dallo scrittore e predicatore francese Claude Vorilhon negli anni settanta, gli Elohim sarebbero degli extraterrestri che avrebbero dato origine alla vita sulla Terra. Secondo questi credenti, gli Elohim ritorneranno sulla Terra quando verrà loro costruita un'ambasciata, entro il 2035.

## Esoterismo e pseudoscienze
Secondo l'esoterista ottocentesco Rudolf Steiner gli Elohim sarebbero degli spiriti che inviano la loro luce sulla terra, fanno parte delle Potestà o Spiriti della forma e sono retti dal Cristo, il più elevato degli Elohim, ma che fa parte della Trinità.
Nell'ambito della teoria pseudoscientifica e pseudostorica della teoria degli antichi astronauti, secondo alcune teorie complottistiche che negano la teoria dell'evoluzione umana, il termine Elohim viene interpretato da alcuni scrittori come Zecharia Sitchin e Mauro Biglino come un gruppo di individui (esseri intelligenti di probabile origine extraterrestre) giunti sulla Terra nell'antichità che avrebbe instaurato più contatti con gli esseri umani e che avrebbero dato loro conoscenze in vari campi, in particolare di astronomia, "fabbricando in laboratorio" il cosiddetto homo sapiens. Come ex traduttore dall'ebraico, Biglino sostiene che la parola Elohim non significhi Dio e non abbia un significato chiaro.'

### Riferimenti
1. 1 2 3 4 5  Utet, Grande Dizionario Enciclopedico, voce "Elohim".
2. 1 2  Treccani, Enciclopedia online, voce "Elohim"
3. ↑  Si veda: la voce Elohim di Helmut Ringgren in G. Johannes Botterweck e Helmer Ringgren (a cura di), Grande lessico dell'Antico Testamento , Brescia, Paideia, Vol 1, 1988, coll. 565-610; L. Koehler / W. Baumgartner, Hebräisches und aramäisches Lexikon zum Alten Testament, Vol 1, 1967, pp. 51-52; Terrance R. Wardlaw, Conceptualising Words for God within the Pentautech. A Cognitive-Semantic Investigation in Literary Context, JSOTS 495, New York/Londra, Bloomsbury, 2008.
4. 1 2 3  K. van der Toorn, Bob Becking, Pieter Willem van der Horst (curatori), Dictionary of Deities and Demons in the Bible (2ª ediz. riveduta, Brill, 1999) ISBN 90-04-11119-0, p. 274, 352-3
5. 1 2  L. Boadt, C. Carvalho, Pastoral Essays in Honor of Lawrence Boadt, CSP: Reading the Old Testament, Paulist Press, 2013.
6. ↑   Hebrew religion - Encyclopedia, su theodora.com. URL consultato il 20 novembre 2017.
7. ↑   Salmi 8:6; 97:7; 138:1, su La Parola - La Sacra Bibbia in italiano in Internet.
8. ↑   1 Samuele 28:13, su La Parola - La Sacra Bibbia in italiano in Internet.
9. ↑   Esodo 4:16; 7:1, su La Parola - La Sacra Bibbia in italiano in Internet.
10. 1 2  Preuss 1995, p. 147.
11. 1 2 3 4 5  K. van der Toorn, Bob Becking, Pieter Willem van der Horst (curatori), Dictionary of deities and demons in the Bible (2ª ediz. riveduta, Brill, 1999) ISBN 90-04-11119-0, p. 274, 352-3
12. ↑   Genesi 6:1-4, su La Parola - La Sacra Bibbia in italiano in Internet.
13. ↑  John Day, Yahweh and the gods and goddesses of Canaan, Sheffield Academic Press, 2001, p. 23.
14. ↑   Esodo 3:4, su La Parola - La Sacra Bibbia in italiano in Internet.
15. ↑   Esodo 20:3, su La Parola - La Sacra Bibbia in italiano in Internet.
16. ↑  John J. McDermott, "Reading the Pentateuch: a historical introduction", Pauline Press, 2002, p. 21. ISBN 978-0-8091-4082-4
17. 1 2  H. H. Schmid, Der Sogenannte Jahwist, Zurigo: TVZ, 1976.
18. ↑  Alter, 2004, pp. 17,141.
19. ↑   Genesi 32:28, su La Parola - La Sacra Bibbia in italiano in Internet.
20. ↑  Richard Elliott Friedman, The Bible With Sources Revealed, HarperCollins, 2003, p. 65 & passim. ISBN 978-0-06-073065-9
21. ↑  Umberto Cassuto, The Documentary Hypothesis and the Composition of the Pentateuch: Eight Lectures, tradotto in (EN)  dall'ebraico da Israel Abrahams, Magnes Press, Gerusalemme, 1961.
22. ↑  Alter, 2004, pp. XII, 40 et seq.
23. ↑   Esodo 12:12, su La Parola - La Sacra Bibbia in italiano in Internet.
24. ↑   1Re 11:33, su La Parola - La Sacra Bibbia in italiano in Internet.
25. ↑   1Samuele 28:13, su La Parola - La Sacra Bibbia in italiano in Internet.
26. ↑   Esodo 4:16, su La Parola - La Sacra Bibbia in italiano in Internet.
27. 1 2  Mosè Maimonide, (EN)  Guida dei Perplessi (1904)
28. ↑   Salmi 96:5, su La Parola - La Sacra Bibbia in italiano in Internet.
29. ↑   Salmi 97:7, su La Parola - La Sacra Bibbia in italiano in Internet.
30. ↑  Si vedano le versioni in (HE)  del Codice di Leningrado: Salmi 96:5 e Salmi 97:7.
31. ↑  Joel S. Burnett, A Reassessment of Biblical Elohim, SBL Dissertation Series, Atlanta 2001, pag. 15.
32. ↑  Utet, Grande Dizionario Enciclopedico, voce ""El".
33. ↑  Wilhelm Gesenius, Gesenius` Hebrew Grammar, curato da E. Kautzsch, trad. (EN)  di A.E. Cowley, Dover Publications (ed. bilingue), 2006. ISBN 978-0-486-44344-7
34. ↑   Esodo 12:2, su La Parola - La Sacra Bibbia in italiano in Internet.
35. ↑  I. Drazin, S. Wagner, Onkelos on the Torah: Be-reshit, p.120.
36. 1 2  "God appeared unto him" - NET Bible (New English Translation Bible) con CD-ROM, cur. W. Hall Harris, 3ª, 2003: "35:14 - Allora Giacobbe eresse una stele, dove gli aveva parlato. 30 Versò olio 20tn Heb "si rivelarono." Il verbo iVl (niglu), tradotto "si rivelarono" è plurale, sebbene uno si aspetti il singolare."
37. 1 2  Haggai and Malachi, p. 36, Herbert Wolf, 1976: "Se sia il nome che il verbo sono plurali, la costruzione può riferirsi ad una persona, proprio come la dichiarazione “Dio si rivelò” in  Genesi 35:7, su laparola.net. ha nome e verbo al plurale. Tuttavia, poiché la parola Dio, “Elohim”, è di forma plurale, il verbo... ecc."
38. 1 2  J. Harold Ellens, Wayne G. Rollins, Psychology and the Bible: From Genesis to apocalyptic vision, 2004, p. 243: "Spesso la forma plurale Elohim, quando usata in riferimento alla divinità biblica, regge un verbo o aggettivo plurali ( Genesi 20:13,35:7, su laparola.net.;  Esodo 32:4,8, su laparola.net.;  2Samuele 7:23, su laparola.net.;  Salmi 58:12, su laparola.net.)."
39. ↑   Salmi 8:6; 97:7; 138:1, su La Parola - La Sacra Bibbia in italiano in Internet.
40. ↑   Samuele 28:13, su La Parola - La Sacra Bibbia in italiano in Internet.
41. 1 2 3  Cyrus H. Gordon, “Elohim in its Reputed Meaning of Rulers, Judges,” Journal of Biblical Literature, 54 (1935). Il significato "giudice" non è presente in L. Koehler/W. Baumgartner, Hebräisches und aramäisches Lexikon zum Alten Testament, Vol 1, 1967, pp. 51-52.
42. ↑  Mark S. Smith, God in translation: deities in cross-cultural discourse in the biblical world, vol. 57 di "Forschungen zum Alten Testament", Mohr Siebeck, 2008, ISBN 978-3-16-149543-4, p. 19.; anche M.S. Smith, "The Early History of God: Yahweh and the Other Deities in Ancient Israel", Biblical Resource Series, 2002.
43. ↑  Cfr. anche Morton Smith, Studies in the Cult of Yahweh, Vol. 1, "Historical Method, Ancient Israel, Ancient Judaism", 1996.
44. ↑  Gesenius-Kautzsch-Cowley al paragrafo §124 (pagina 396)
45. 1 2 3  Wilhelm Gesenius, Hebrew Grammar: 124g, senza articolo 125f, con articolo 126e, col singolare 145h, col plurale 132h,145i.
46. ↑  "In summary, Elohim as a designation of YHWH characterized him as the absolute God. This use of Elohim is restricted to certain parts of the Hebrew Bible, especially the Pentateuch Elohist and Priestly sources, and the Elohistic portions of the book of Psalms." Máire Byrne, The Names of God in Judaism, Christianity, and Islam, London, Continuum, 2011, p. 29.
47. ↑  Si veda fondamentalmente: Joel S. Burnett, A Reassessment of Biblical Elohim, SBL Dissertation Series, Atlanta 2001; A.F. Rainey, Canaanite in the Amarna Tablets. Vol I, Brill: Leiden,147 s.; Enciclopedia della Bibbia - Ed. LDC, vol. 2, coll. 1289 - 1290
48. ↑   1Sam 28:13, su La Parola - La Sacra Bibbia in italiano in Internet.
49. ↑   Genesi 20:13, su La Parola - La Sacra Bibbia in italiano in Internet.
50. ↑   Elia Benamozegh, Maxwell Luria, Israel and Humanity, Paulist Press International, 1995,  p. 104, ISBN 978-0-8091-3541-7.
51. ↑   Victor P. Hamilton, Exodus: An Exegetical Commentary, Baker Academic, 2012, ISBN 978-0-8010-3183-0.
52. ↑   Genesi 1:26, su La Parola - La Sacra Bibbia in italiano in Internet.
53. ↑   Osea 12:1, su La Parola - La Sacra Bibbia in italiano in Internet.
54. ↑   Proverbi 9:10,30:3, su La Parola - La Sacra Bibbia in italiano in Internet.
55. ↑   Giosuè 24:19, su La Parola - La Sacra Bibbia in italiano in Internet.
56. ↑   Daniele 7:18,22,25, su La Parola - La Sacra Bibbia in italiano in Internet.
57. ↑   1Samuele 19:13,16, su La Parola - La Sacra Bibbia in italiano in Internet.
58. ↑   Zaccaria 10:2, su La Parola - La Sacra Bibbia in italiano in Internet.
59. ↑   Genesi 20:13; 35:7, su La Parola - La Sacra Bibbia in italiano in Internet.
60. ↑   2Samuele 7:23, su La Parola - La Sacra Bibbia in italiano in Internet.
61. ↑   Salmi 58:11, su La Parola - La Sacra Bibbia in italiano in Internet.
62. ↑   Deuteronomio 5:26, su La Parola - La Sacra Bibbia in italiano in Internet.
63. ↑  Richard N. Soulen, R. Kendall Soulen, Handbook of biblical criticism, Westminster John Knox Press, 2001, ISBN 978-0-664-22314-4, p. 166.
64. ↑  Le gerarchia angeliche.
65. ↑  Fioravante Brescia, Riflessioni su Chiesa e Cristianesimo, GDS, 2012, p. 10.
66. ↑  Brenton Septuagint,  Esodo 21:6, su laparola.net. «προσάξει αὐτὸν ὁ κύριος αὐτοῦ πρὸς τὸ κριτήριον τοῦ θεοῦ»
67. 1 2  James Strong, Dizionario Strong, s.v. "'elohiym", nr. 430.
68. ↑  Hebrew and English Lexicon (Brown-Driver-Briggs) su Wikisource.
69. ↑   Salmi8:4-6, su La Parola - La Sacra Bibbia in italiano in Internet.
70. ↑   Ebrei 2:6b-8a, su La Parola - La Sacra Bibbia in italiano in Internet.
71. ↑   Hebrews 2:7 with Greek, su blueletterbible.org. URL consultato il 4 agosto 2013.
72. ↑   Salmi 8:5, su La Parola - La Sacra Bibbia in italiano in Internet.
73. ↑   Psalm 8:5 with Greek (8:6 in the LXX), su blueletterbible.org. URL consultato il 4 agosto 2013.
74. ↑   Salmi 8:5-6, su La Parola - La Sacra Bibbia in italiano in Internet.
75. ↑   Esodo 21:6, su La Parola - La Sacra Bibbia in italiano in Internet.
76. ↑   Esodo 22:9, su La Parola - La Sacra Bibbia in italiano in Internet.
77. ↑  Cfr. anche (EN) Elohim as "judges" in the KJV [collegamento interrotto], su blueletterbible.org. URL consultato il 4 agosto 2013.
78. ↑   Salmi 8:5, su La Parola - La Sacra Bibbia in italiano in Internet.
79. ↑  Cfr. per esempio la versione (IT)  Nuova Riveduta 2006.
80. ↑   Ebrei 2:9, su La Parola - La Sacra Bibbia in italiano in Internet.
81. ↑   Salmi 82:1, su La Parola - La Sacra Bibbia in italiano in Internet.
82. ↑   Salmi 82:6, su La Parola - La Sacra Bibbia in italiano in Internet.
83. ↑   Salmi 82:7, su La Parola - La Sacra Bibbia in italiano in Internet.
84. ↑   Salmi 82, su La Parola - La Sacra Bibbia in italiano in Internet.
85. ↑  Marti Steussy, Chalice Introduction to the Old Testament.
86. ↑  Mark Smith, "God in Translation:..."
87. ↑   Giovanni 10:34-36, su La Parola - La Sacra Bibbia in italiano in Internet.
88. ↑   Genesi 6:2, su La Parola - La Sacra Bibbia in italiano in Internet.
89. ↑  Marvin H. Pope, El in the Ugaritic texts, supplementi a Vetus Testamentum Vol. II Leiden, Brill, 1955, pp. x—l-116, p. 49.
90. ↑   Nosson (cur.); redattori consulenti: Yaakov Blinder, Avie Gold, Meir Zlotowitz ; progettato da Sheah Brander Scherman, Tanakh = Tanakh: Torah, Neviʼim, Ketuvim : the Torah, Prophets, Writings: the twenty-four books of the Bible, newly translated and annotated, 1ª ed. di studio, Stone, Brooklyn, N.Y., Mesorah Publications, 1998,  pp. 171-172, ISBN 1-57819-109-2.
91. ↑  Esodo  Esodo 15:11, su laparola.net.
92. ↑  "What does 'Maccabee' mean?" - Ask the Rabbi (EN)
93. ↑  God the Father, Elohim, su lds.org URL consultato 3 marzo 2016
94. ↑  La Repubblica, 29 dicembre 2002
95. ↑  Rudolf Steiner, Universo, terra, uomo (Welt, Erde und Mensch, deren Wesen und Entwickelung, sovie ihre Spiegelung in dem Zusammenhang zwischen iiuptischem Mythos undgegenwürtiger Kultur.), Editrice Antroposofica, Milano, 2005. p.72 ISBN 88-7787-370-1
96. ↑  Rudolf Steiner, Gerarchie spirituali e loro riflesso nel mondo fisico Zodiaco Pianeti Cosmo, traduzione di Lina Schwarz, Opera Omnia n. 110, Editrice Antroposofica, Milano, 2010, p. 179. ISBN 978-88-7787-393-4
97. ↑   Manuel Ceccarelli, Tra paleoastronautica, secolarizzazione, individualizzazione religiosa e quasi-religione. Il "fenomeno Biglino" (abstract), in Sergio Botta, Marianna Ferrara e Alessandro Saggioro (a cura di), Studi e materiali di storia delle religioni, vol. 82, n. 2, Brescia, Morcelliana, dicembre 2016,  pp. 952-975, ISBN 978-88-372-3085-2, ISSN 0393-8417 (WC · ACNP), Religion as a Colonial Concept in Modern History (America, Asia). URL consultato il 25 febbraio 2018.
98. ↑   Giovanni Marcotullio, La tesi del Dio alieno di Mauro Biglino smontata pezzo per pezzo, su it.aleteia.org, 9 maggio 2017. URL consultato il 6 febbraio 2019.
99. ↑   Giovanni Marcotullio, Mauro Biglino? Gli danno torto sia gli ebrei antichi e credenti sia quelli atei e moderni, su it.aleteia.org, 5 aprile 2018. URL consultato il 6 febbraio 2019.